# Vallès Oriental
El Vallès Oriental és una comarca de Catalunya inclosa dins de la vegueria de Barcelona. La capital n'és Granollers. La comarca limita amb Osona i el Moianès al nord, la Selva al nord-est, el Maresme al sud-est, el Barcelonès al sud i el Vallès Occidental al sud-oest. Forma part del territori històric del Vallès.

## Geografia

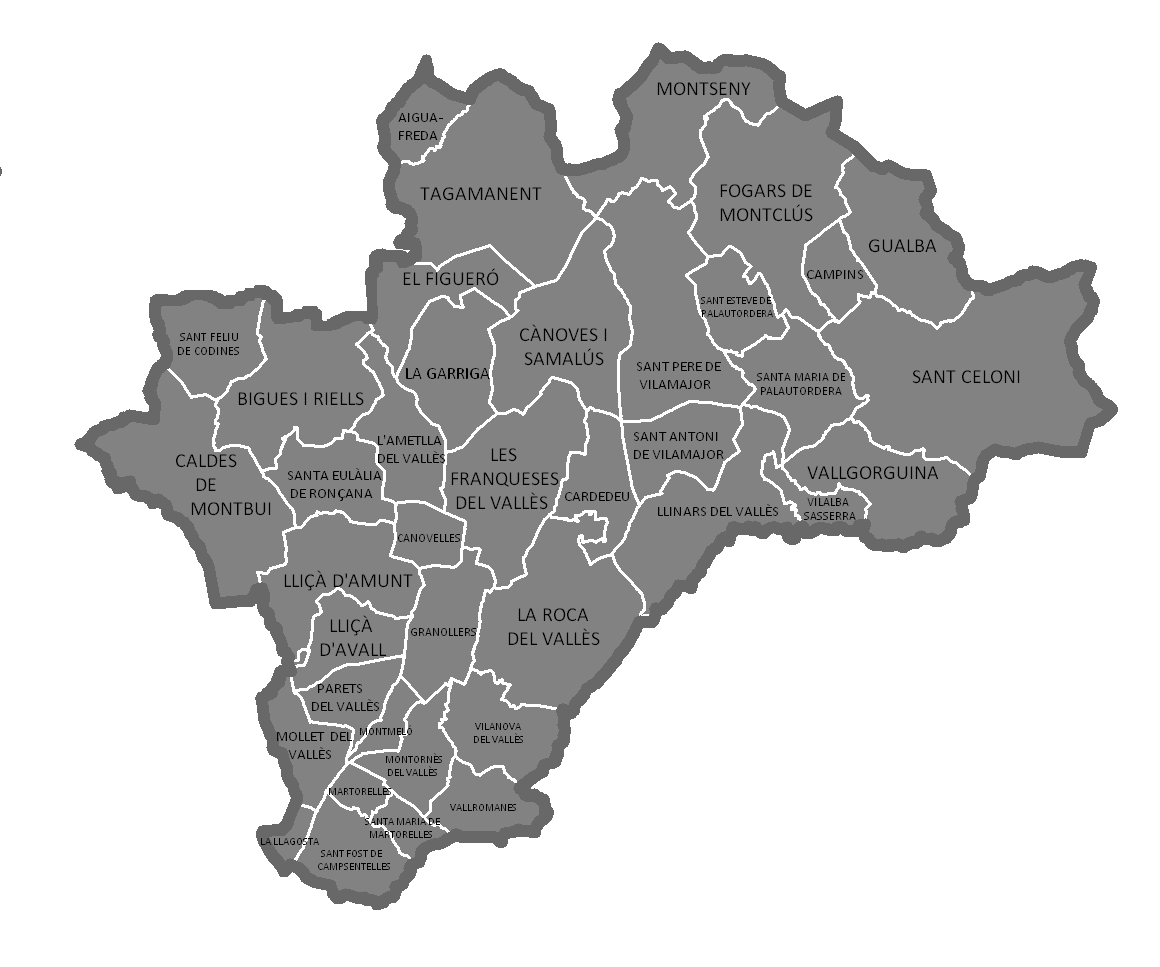
Municipis del Vallès Oriental

La Depressió Prelitoral és una vall allargassada i paral·lela a la costa, però separada del litoral per una sèrie de muntanyes i serres. On és més clar que es tracta d'una depressió, és a dir, d'un indret tancat per muntanyes, és precisament al territori comprès pel Vallès Oriental: al nord hi ha el massís del Montseny (1712 m.), la serra més elevada de la Serralada Prelitoral, i al sud hi ha el massís del Montnegre (760 m.), la serra amb més altitud de la Serralada Litoral.
El Vallès és la part septentrional d'aquesta depressió: més al nord hi ha les comarques de la Selva i Gironès. El Vallès ha estat dividit en dues comarques, sobretot a causa de la població elevada. La part més a l'oest, gairebé fins al curs del Llobregat, i entorn de dues grans ciutats com són Terrassa i Sabadell, és Vallès Occidental. La part de llevant el Vallès Oriental.
El límit comarcal entre ambdues comarques no és fàcil d'establir. Alguns dels pobles podrien ben bé pertànyer a qualsevol de les dues comarques. Ja en els escrits de 1932 en els quals s'explica el sentit de l'establiment de dues comarques al Vallès, s'indica la base per a delimitar-les és l'atracció de les dues capitals. Fins a una llei del gener de 1990, per la qual es modifiquen diverses comarques, aprova un canvi en els límits entre les dues comarques vallesanes. Per aquesta llei, el municipi de Caldes de Montbui se segrega del Vallès Occidental i s'agrega al Vallès Oriental.
El Vallès Oriental és, doncs, una comarca definida per la funció comercial i de serveis de Granollers, la capital comarcal. Però no tot el territori del Vallès Oriental és la plana que hi ha al fons de la Depressió Prelitoral. També el Vallès Oriental els vessants abruptes i alterosos de les serralades que l'envolten. Al nord i pertanyents a la Serralada Prelitoral hi ha el Montseny (turó de l'Home, 1.706 m), els cingles de Bertí, i els cingles de Sant Sadurní. Al Sud, i pertanyents a la Serralada Litoral, hi ha les serres del Montnegre i la del Corredor.
Aquests relleus fan que hi hagi algunes valls amb un paisatge i unes possibilitats econòmiques ben diferents als de la plana vallesana. Hi ha la vall del riu Congost, entre el Montseny i els cingles de Bertí, amb el Figueró, i la vall de la riera del Tenes, amb Castellcir, Sant Quirze Safaja, Castellterçol i Sant Feliu de Codines.
Pel nord-est el Vallès Oriental passa a la Selva. Tampoc aquí no ha estat fàcil establir el límit comarcal entre el Vallès Oriental i la Selva. De fet, Sant Celoni i els pobles del seu entorn immediat tenen molta relació amb els pobles inclosos a la comarca de la Selva.
Tot plegat fa que el Vallès Oriental sigui una comarca molt variada i diversificada. Sobre una superfície de 776.02 km² viuen 240.464 habitants (1986). Al costat d'una plana molt poblada i amb nombroses indústries, hi ha indrets amb grans extensions de boscos, com en el cas del Montseny, o amb pobles amb escassa població, com passa a la capçalera del Tenes. Anem ara a descobrir aquesta diversitat, tant física com humana.
Després de la creació oficial de la comarca del Moianès l'any 2015, actualment el Vallès Oriental té actualment tres subcomarques: el Vallès Central, amb capital a Caldes de Montbui, el Baix Montseny, amb capital a Sant Celoni i el Baix Vallès, amb capital a Mollet del Vallès.

## Orografia

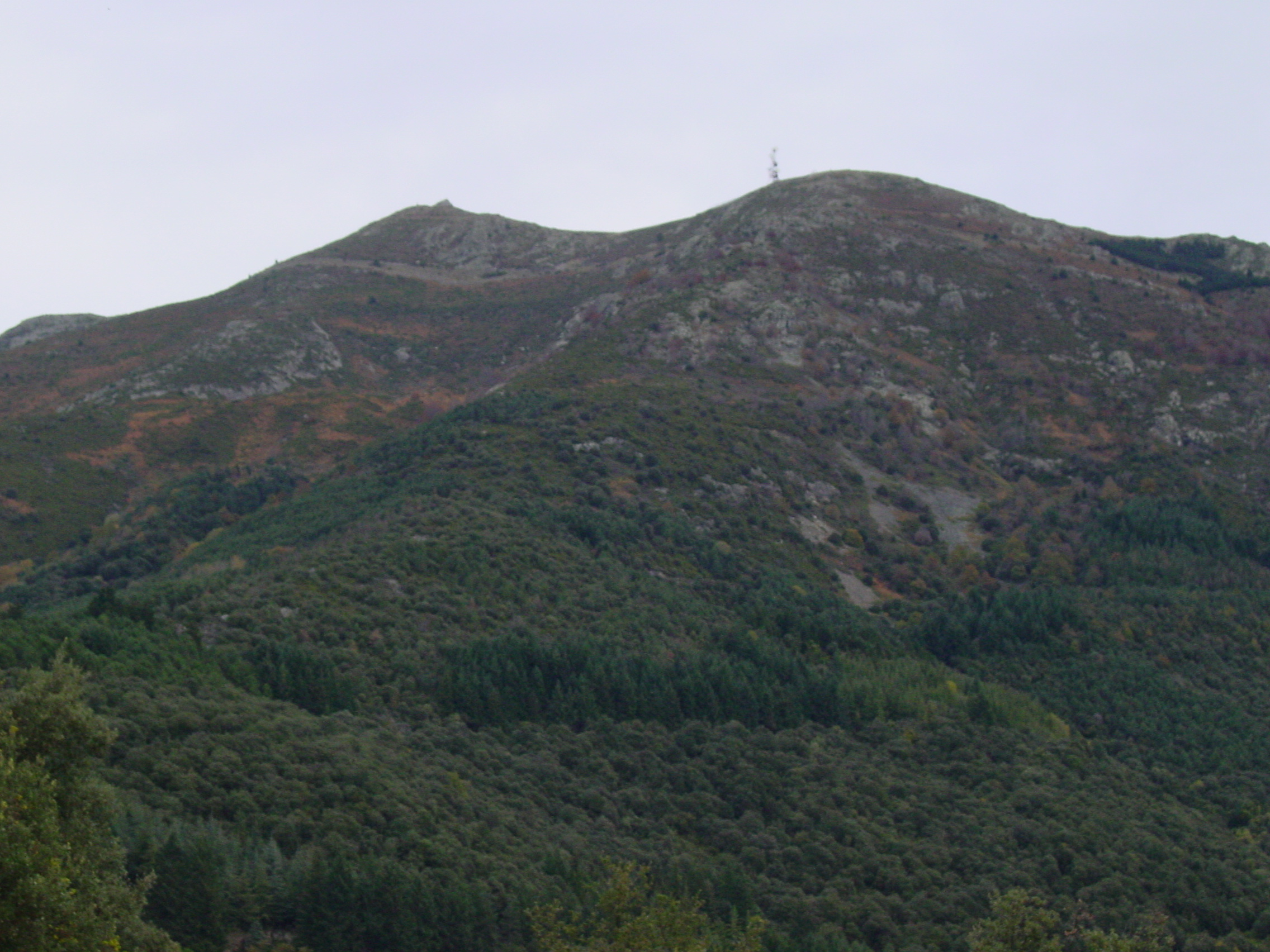
Turó de l'Home, el cim més alt del Vallès Oriental

El Vallès Oriental està repartit entre grans unitats de relleu: la Serralada Prelitoral, la Depressió Prelitoral i la Serralada Litoral. Aquesta esquema ja s'ha indicat, i s'ha explicat dins el conjunt de Catalunya. Però cal recordar-ho, ja que és essencial per a entendre com és el paisatge vallesà. Per comprendre millor aquestes grans unitats de relleu només cal mirar atentament un gràfic, i fixar-se com la depressió del Vallès és una part d'una antiga serralada que es va trencar i enfonsar.
La part de la Serralada Prelitoral és la més elevada del Vallès. Correspon al sector que va quedar més enlairat, en especial a l'extrem nord, on hi ha el Montseny, amb cims de més de 1700 m. El Montseny és un gran massís constituït per materials molt antics (granits i pissarres). Es divideix en tres grans sectors. La part oriental dona a la comarca de la Selva i part d'Osona: hi ha tres cims importants -turó de l'Home (1.706 m), les Agudes (1.705 m) i el turó de Morou (1.312 m)-, els quals encerclen la vall de Santa Fe del Montseny. La vall de Santa Fe, molt visitada, és situada per sobre dels 1.000 m i coberta per fagedes i avetoses. El sector central comprèn el conjunt del Matagalls (1.697 m), on els vessants solells dominen les landes i d'altres matollars, i als obacs les fagedes i avetoses. Finalment, al sector occidental, hi ha la Calma, un pla enlairat, o altiplà, vorejat de vessant abruptes i valls pregones: el cim més alt és el puig Drau (1.346 m). Aquests tres sectors són separats per colls on passen les dues carreteres que travessen el Montseny: el coll de Sant Marçal de Montseny i el Coll Formic.
El Montseny acaba als vessants del Tagamanent (1.056 m) i a la vall del Congost, que com el nom indica és una vall estreta i engorjada. A l'altra cantó del Congost les roques són calcàries. L'erosió hi ha esculpit relleus molt abruptes amb cingles i canals estretes, com en els cingles de Bertí. Continuant cap a ponent, hi ha més cingles i congostos, com el de Sant Miquel del Fai o els cingles de Sant Sadurní.
Al sud sud-est del Vallès Oriental hi ha un conjunt de serres concatenades pertanyents a la Serralada Litoral, aproximadament entre els cursos inferiors de la Tordera i el Besòs. És un sector muntanyós menys extens i amb altituds més baixes. Destaquen les serres de Montnegre i del Corredor, les quals separen el Vallès de les terres que miren al mar (el Maresme).
La plana del Vallès correspon a un sector que fa milions d'anys que es va enfonsar respecte als relleus circumdants dels quals ja se n'ha parlat. En aquest sector enfonsat es dipositaren els materials arrossegats per les aigües salvatges que descendien de les muntanyes veïnes, fins a formar un relleu força pla. Per això es parla de la plana del Vallès. Hi dominen els materials argilosos i conglomerats encara poc consolidats. Però aquesta plana del Vallès fou de mica en mica modificada pels rius. Els rius hi obrien noves valls, al fons de les quals es formaren noves planes. Aquestes planes són anomenades terrasses al·luvials o fluvials, que vol dir formades per les aigües dels rius.
El relleu actual del fons del Vallès és constituït per una sèrie de replans o petites planes allargassades al costat dels rius i per un conjunt de turons allargassats, també seguint el curs dels rius. Després veurem la importància d'aquests diferents replans per l'agricultura i la instal·lació humana al llarg dels segles.

## Hidrologia

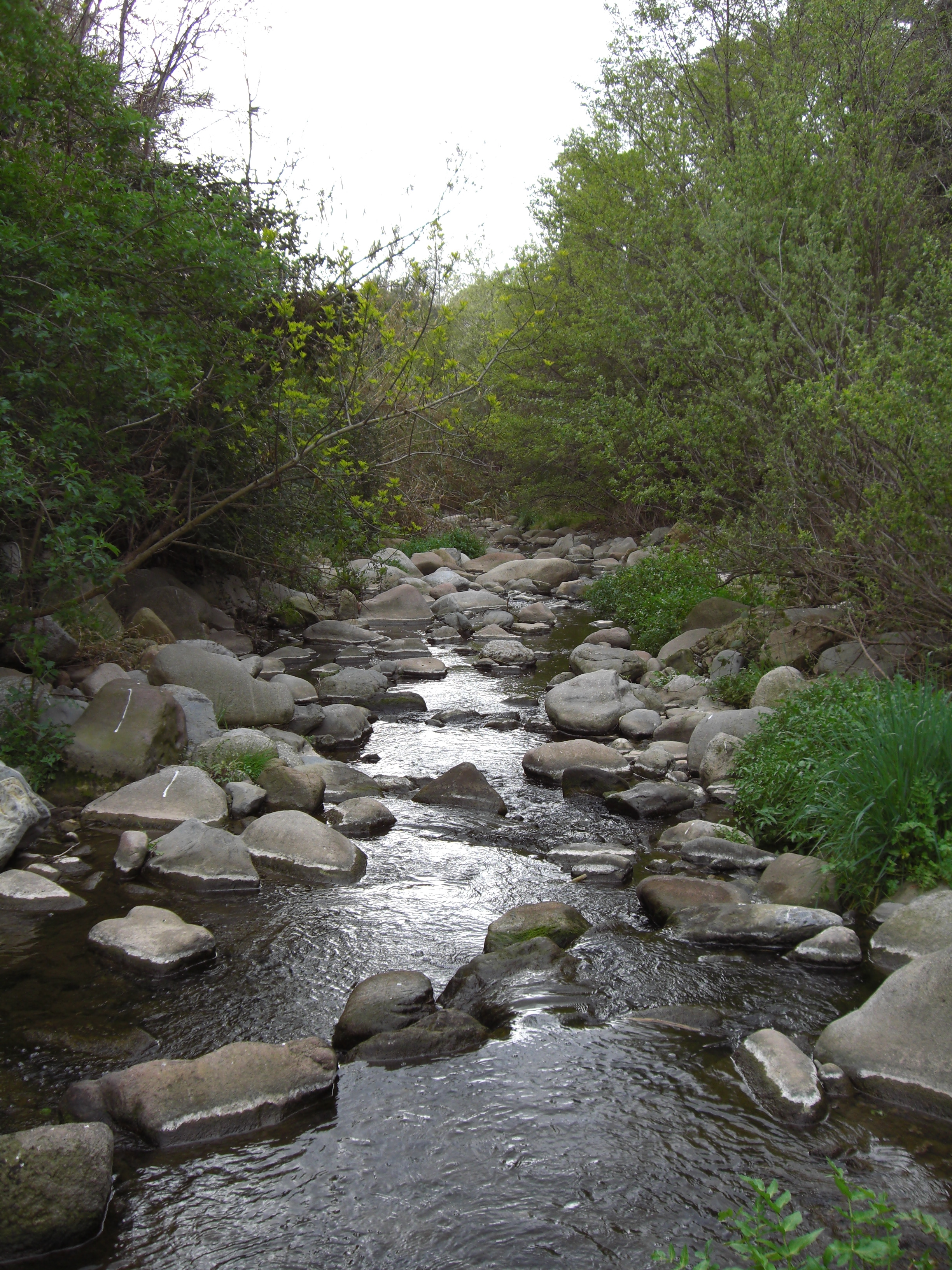
El riu Congost al seu pas per La Garriga

Al Vallès Oriental no hi ha rius importants pel seu cabal. Però hi ha rius que han tingut i tenen molta importància, a causa de ser un sector molt poblat i industrialitzat. Hi ha un conjunt de rius, rieres i torrents que neixen en la mateixa Serralada Prelitoral. Es tracta de cursos d'aigua curts i amb conques d'extensió reduïda. S'agrupen en dues conques principals, la del Congost-Besòs i la de la Tordera.
La conca del Besòs és construïda per les subconques del Congost i del Mogent. De fet, es parla del Besòs a partir de la confluència del riu Congost i el Mogent, a Montmeló. El Besòs segueix el camí per Mollet del Vallès i Montcada i Reixac, ja el Vallès Occidental, on gira cap al sud, travessa la Serralada Litoral, i desguassa a Sant Adrià del Besòs (Barcelonès).
El Congost neix a l'extrem sud de la plana de Vic i travessa una vall estreta i engorjada. Per això és anomenat el Congost, que vol dir vall estreta entre muntanyes, de vores abruptes, excavada per les aigües d'un riu. Passa per Aiguafreda, el Figueró, la Garriga i Granollers.
El Mogent és format per la unió de nombroses rieres que recullen les aigües dels vessants meridionals de la Calma i dels vessants septentrionals del Corredor. Destaquen les rieres de Vallfornès o de Cànoves i de Vilamajor.
La conca alta i mitjana de la Tordera comprèn la part nord-est del Vallès Oriental. És també una conca petita, i recull les aigües dels vessants més plujosos del Montseny. Neix a la Font Bona, prop del coll de Sant Marçal, i passa per Sant Esteve de Palautordera i Santa Maria de Palautordera. Arriba fins al peu de la Serralada Litoral, on gira cap al nord-est. Passa per Sant Celoni, on recull les rieres de Vallgorguina i de Pertegàs. Aigües avall rep la riera de Gualba i ja a la comarca de la Selva, les rieres d'Arbúcies i de Santa Coloma, els afluents més importants de tota la conca.
Com tots els rius mediterranis, els cabals d'aquest rius són molt irregulars i normalment escassos. Durant l'estiu solen anar secs a causa de les minses precipitacions i, també, per l'aprofitament que l'home fa de les seves aigües, ja sigui per a regar, ja sigui per abastir els pobles i les indústries. Les aigües d'aquest rius i rieres són insuficients per a satisfer les necessitats de la població i indústries actuals.
A causa de la irregularitat dels cabals hi ha hagut nombrosos projectes per a construir embassaments, evidentment de dimensions reduïdes, no pas comparables amb els embassaments pirinencs. Els més són el de Santa Fe i de fa més poc temps el de Vallfornès.
Quan plou amb intensitat, el cabal d'aquest rius augmenta de manera sobtada i inunden terres de les planes properes. Un cop passat l'aiguat, el cabal ràpidament torna a nivells baixos. El mes de setembre és el més propens a aquestes avingudes.

## Clima

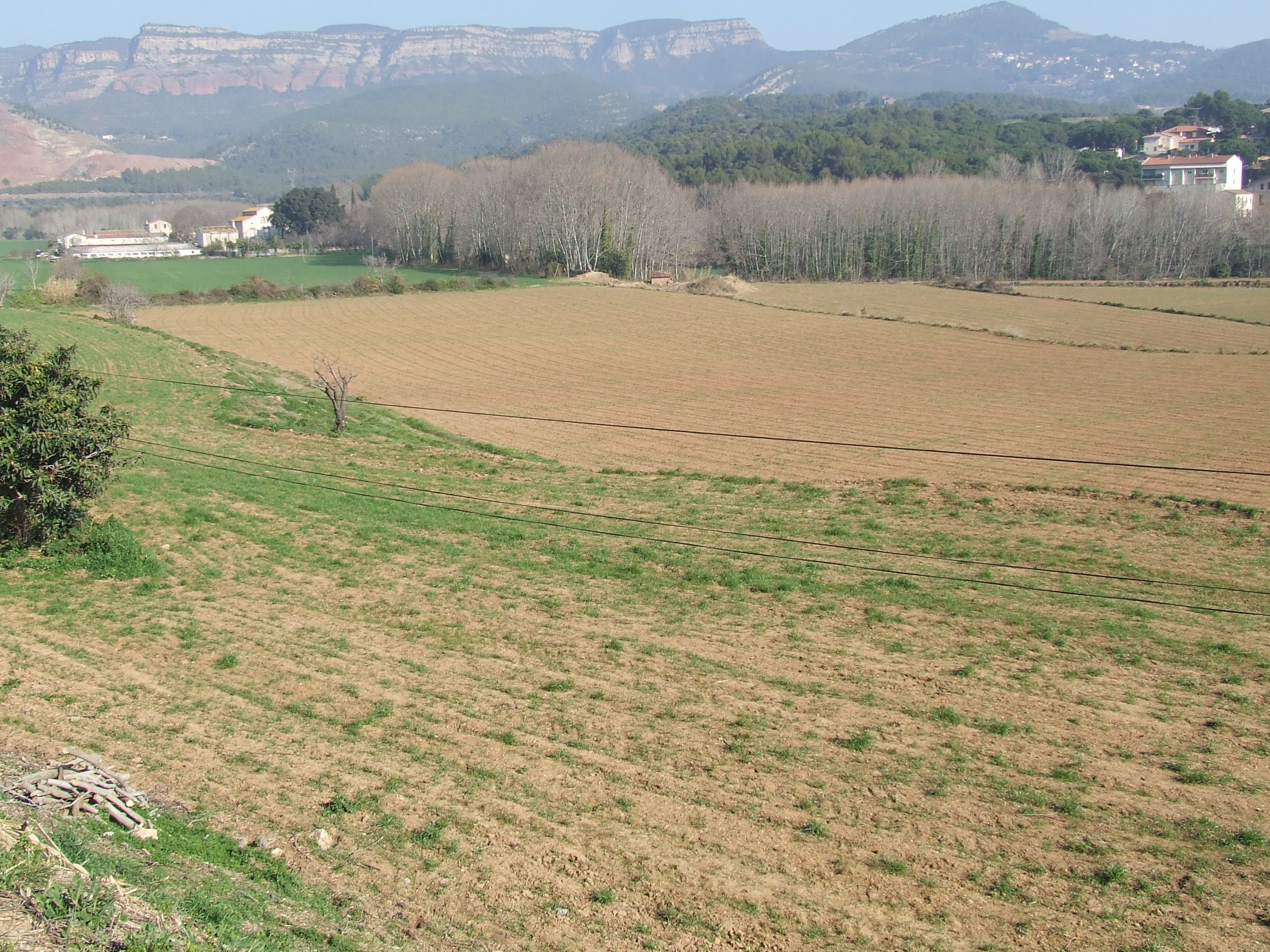
Una de les planes del Vallès Oriental per primavera

El clima del Vallès Oriental és mediterrani amb influència marítima de muntanya mitjana. Però el relleu i l'orientació dels vessants respecte als vents humits provinents de la Mediterrània determinen diferències importants dins del conjunt comarcal. La presència de les muntanyes de la Serralada Litoral fa que la influència marítima quedi una mica atenuada. Al fons del Vallès es formen sovint boires de la tardor a la primavera. És degut a l'acumulació d'aire fred, que resta atrapat, sens poder sortir en dies de calma. Això dona lloc a un fenomen d'inversió tèrmica, és a dir, fa més fred al fons de la comarca que als vessants inferiors i mitjans de les muntanyes properes.
Als vessants superiors del Montnegre i sobretot del Montseny sovint hi ha boira. No és rar veure el Montseny tapat a partir de la cota 800 metres. Això passa en dies ennuvolats, però també en dies en què a la resta de la comarca el cel és serè. No és rar observar com cap a migdia d'un dia calorós d'estiu els cims del Montseny es van tapant. resten coberts fins cap al tard, moment en què la muntanya queda neta. Aquestes boires són degudes a la marinada, que és un vent que bufa sovint de dia, de mar cap a terra. La marinada, en ascendir pel Montseny, dona lloc a aquestes boires. La mitjana de dies de boira durant el període comprès entre l'any 1959 i el 1982 dona una mitjana de 241,5 dies/any. Ja veurem la importància d'aquestes boires en la vegetació. L'extensió de les fagedes i avetoses només pot explicar-se per la presència d'aquestes boires a l'estiu, que aporten humitat justament en els moments en què l'aire seria més sec, al migdia.
Les precipitacions mitjanes anuals són entre 600 i 900 mm menys cap al sector oest i sud-oest, i més cap al nord-est. Als cims del Montseny es registren precipitacions superiors als 1000 mm de mitjana anual. L'estació més plujosa és la tardor, seguida de la primavera. A l'hivern i l'estiu plou poc, excepte el sector oriental del Montseny.
Les temperatures mitjanes anuals oscil·len entre 12º i 15º, excepte als vessants superiors del Montseny (6.5º al Turó de l'Home). Els estius són calorosos al fons de la depressió i vessants inferiors, on la temperatura mitjana mensual de juliol supera els 23º. Les temperatures disminueixen amb l'altitud, fins als 14.7º de mitjana de juliol al turó de l'Home. A l'hivern en canvi, és clara la influència de la Serralada Litoral, que dificulta l'entrada de l'aire marítim. Les mitjanes mensuals de gener són entre 7º i 8º al fons de la depressió: al turó de l'Home és de 0.3º.
Hom s'ha de fixar i comparar les dades meteorològiques del fons de la comarca amb les del Turó de l'Home, el cim més alt del Montseny, tot indicant dades exactes per a aquesta darrera estació. Això és possible perquè al cim del Montseny hi ha una estació meteorològica de primer ordre, instal·lada ja fa molts anys. Gràcies a aquesta estació podem saber amb força precisió els canvis climàtics d'aquest sector del Montseny.
| Dades climàtiques a Cardedeu (1971-2000) | Dades climàtiques a Cardedeu (1971-2000) | Dades climàtiques a Cardedeu (1971-2000) | Dades climàtiques a Cardedeu (1971-2000) | Dades climàtiques a Cardedeu (1971-2000) | Dades climàtiques a Cardedeu (1971-2000) | Dades climàtiques a Cardedeu (1971-2000) | Dades climàtiques a Cardedeu (1971-2000) | Dades climàtiques a Cardedeu (1971-2000) | Dades climàtiques a Cardedeu (1971-2000) | Dades climàtiques a Cardedeu (1971-2000) | Dades climàtiques a Cardedeu (1971-2000) | Dades climàtiques a Cardedeu (1971-2000) | Dades climàtiques a Cardedeu (1971-2000) |
| Mes                                      | gen                                      | febr                                     | març                                     | abr                                      | maig                                     | juny                                     | jul                                      | ag                                       | set                                      | oct                                      | nov                                      | des                                      | anual                                    |
| ---------------------------------------- | ---------------------------------------- | ---------------------------------------- | ---------------------------------------- | ---------------------------------------- | ---------------------------------------- | ---------------------------------------- | ---------------------------------------- | ---------------------------------------- | ---------------------------------------- | ---------------------------------------- | ---------------------------------------- | ---------------------------------------- | ---------------------------------------- |
| Màxima rècord °C (°F)                    | 21.6 (70.9)                              | 24.2 (75.6)                              | 27.7 (81.9)                              | 28.0 (82.4)                              | 31.3 (88.3)                              | 36.2 (97.2)                              | 42.1 (107.8)                             | 39.6 (103.3)                             | 36.5 (97.7)                              | 30.5 (86.9)                              | 27.2 (81)                                | 21.0 (69.8)                              | 42.1 (107.8)                             |
| Màxima mitjana °C (°F)                   | 12.5 (54.5)                              | 14.4 (57.9)                              | 16.7 (62.1)                              | 18.5 (65.3)                              | 22.2 (72)                                | 26.0 (78.8)                              | 29.9 (85.8)                              | 29.5 (85.1)                              | 25.7 (78.3)                              | 20.8 (69.4)                              | 15.6 (60.1)                              | 12.9 (55.2)                              | 20.4 (68.7)                              |
| Mitjana diària °C (°F)                   | 7.2 (45)                                 | 8.7 (47.7)                               | 10.7 (51.3)                              | 12.6 (54.7)                              | 16.4 (61.5)                              | 20.2 (68.4)                              | 23.6 (74.5)                              | 23.5 (74.3)                              | 20.2 (68.4)                              | 15.6 (60.1)                              | 10.6 (51.1)                              | 8.0 (46.4)                               | 14.8 (58.6)                              |
| Mínima mitjana °C (°F)                   | 1.9 (35.4)                               | 2.9 (37.2)                               | 4.6 (40.3)                               | 6.6 (43.9)                               | 10.5 (50.9)                              | 14.3 (57.7)                              | 17.2 (63)                                | 17.6 (63.7)                              | 14.7 (58.5)                              | 10.4 (50.7)                              | 5.6 (42.1)                               | 3.1 (37.6)                               | 9.2 (48.6)                               |
| Mínima rècord °C (°F)                    | −12.2 (10)                               | −6.5 (20.3)                              | −7.1 (19.2)                              | −1.4 (29.5)                              | 1.3 (34.3)                               | 5.6 (42.1)                               | 8.5 (47.3)                               | 9.1 (48.4)                               | 4.8 (40.6)                               | −0.2 (31.6)                              | −5.6 (21.9)                              | −7.3 (18.9)                              | −12.2 (10)                               |
| Precipitació mitjana mm (polzades)       | 49.9 (1.965)                             | 36.1 (1.421)                             | 49.1 (1.933)                             | 57.2 (2.252)                             | 67.4 (2.654)                             | 60.3 (2.374)                             | 28.6 (1.126)                             | 58.0 (2.283)                             | 81.9 (3.224)                             | 79.7 (3.138)                             | 64.3 (2.531)                             | 63.4 (2.496)                             | 696.0 (27.402)                           |
| Mitjana de dies de pluja                 | 6.5                                      | 5.6                                      | 6.9                                      | 8.5                                      | 9.2                                      | 7.4                                      | 4.3                                      | 6.3                                      | 7.7                                      | 7.8                                      | 6.7                                      | 7.1                                      | 84.1                                     |
| Mitjana de dies de gelada                | 11.2                                     | 6.3                                      | 3.0                                      | 0.5                                      | 0.0                                      | 0.0                                      | 0.0                                      | 0.0                                      | 0.0                                      | 0.1                                      | 3.1                                      | 8.0                                      | 32.2                                     |
| Font: Servei Meteorològic de Catalunya   |                                          |                                          |                                          |                                          |                                          |                                          |                                          |                                          |                                          |                                          |                                          |                                          |                                          |

| Dades climàtiques a Turó de l'Home (1971-2000) | Dades climàtiques a Turó de l'Home (1971-2000) | Dades climàtiques a Turó de l'Home (1971-2000) | Dades climàtiques a Turó de l'Home (1971-2000) | Dades climàtiques a Turó de l'Home (1971-2000) | Dades climàtiques a Turó de l'Home (1971-2000) | Dades climàtiques a Turó de l'Home (1971-2000) | Dades climàtiques a Turó de l'Home (1971-2000) | Dades climàtiques a Turó de l'Home (1971-2000) | Dades climàtiques a Turó de l'Home (1971-2000) | Dades climàtiques a Turó de l'Home (1971-2000) | Dades climàtiques a Turó de l'Home (1971-2000) | Dades climàtiques a Turó de l'Home (1971-2000) | Dades climàtiques a Turó de l'Home (1971-2000) |
| Mes                                            | gen                                            | febr                                           | març                                           | abr                                            | maig                                           | juny                                           | jul                                            | ag                                             | set                                            | oct                                            | nov                                            | des                                            | anual                                          |
| ---------------------------------------------- | ---------------------------------------------- | ---------------------------------------------- | ---------------------------------------------- | ---------------------------------------------- | ---------------------------------------------- | ---------------------------------------------- | ---------------------------------------------- | ---------------------------------------------- | ---------------------------------------------- | ---------------------------------------------- | ---------------------------------------------- | ---------------------------------------------- | ---------------------------------------------- |
| Màxima rècord °C (°F)                          | 15.0 (59)                                      | 16.4 (61.5)                                    | 18.2 (64.8)                                    | 18.8 (65.8)                                    | 22.6 (72.7)                                    | 27.6 (81.7)                                    | 31.5 (88.7)                                    | 31.8 (89.2)                                    | 27.8 (82)                                      | 21.1 (70)                                      | 19.4 (66.9)                                    | 17.8 (64)                                      | 31.8 (89.2)                                    |
| Màxima mitjana °C (°F)                         | 3.7 (38.7)                                     | 3.9 (39)                                       | 5.7 (42.3)                                     | 6.9 (44.4)                                     | 11.1 (52)                                      | 15.2 (59.4)                                    | 19.3 (66.7)                                    | 19.1 (66.4)                                    | 15.2 (59.4)                                    | 10.7 (51.3)                                    | 7.0 (44.6)                                     | 4.9 (40.8)                                     | 10.2 (50.4)                                    |
| Mitjana diària °C (°F)                         | 1.0 (33.8)                                     | 1.0 (33.8)                                     | 2.5 (36.5)                                     | 3.6 (38.5)                                     | 7.7 (45.9)                                     | 11.7 (53.1)                                    | 15.5 (59.9)                                    | 15.4 (59.7)                                    | 11.9 (53.4)                                    | 7.8 (46)                                       | 4.2 (39.6)                                     | 2.2 (36)                                       | 12.6 (54.7)                                    |
| Mínima mitjana °C (°F)                         | −1.8 (28.8)                                    | −1.9 (28.6)                                    | −0.8 (30.6)                                    | 0.3 (32.5)                                     | 4.3 (39.7)                                     | 8.1 (46.6)                                     | 11.6 (52.9)                                    | 11.6 (52.9)                                    | 8.6 (47.5)                                     | 4.8 (40.6)                                     | 1.4 (34.5)                                     | −0.6 (30.9)                                    | 3.9 (39)                                       |
| Mínima rècord °C (°F)                          | −16.2 (2.8)                                    | −14.2 (6.4)                                    | −12.8 (9)                                      | −9.2 (15.4)                                    | −5.5 (22.1)                                    | −0.5 (31.1)                                    | 3.4 (38.1)                                     | 2.7 (36.9)                                     | −0.6 (30.9)                                    | −5.0 (23)                                      | −11.1 (12)                                     | −15.0 (5)                                      | −16.2 (2.8)                                    |
| Precipitació mitjana mm (polzades)             | 111.4 (4.386)                                  | 70.6 (2.78)                                    | 80.1 (3.154)                                   | 84.6 (3.331)                                   | 98.8 (3.89)                                    | 77.5 (3.051)                                   | 45.7 (1.799)                                   | 74.0 (2.913)                                   | 92.0 (3.622)                                   | 105.3 (4.146)                                  | 101.3 (3.988)                                  | 112.2 (4.417)                                  | 1.053,5 (41,476)                               |
| Mitjana de dies de pluja                       | 11.1                                           | 9.5                                            | 11.6                                           | 14.4                                           | 13.5                                           | 11.2                                           | 7.3                                            | 10.4                                           | 11.4                                           | 12.3                                           | 11.5                                           | 11.1                                           | 135.3                                          |
| Mitjana de dies de gelada                      | 21.5                                           | 19.8                                           | 18.7                                           | 15.1                                           | 3.8                                            | 0.1                                            | 0.0                                            | 0.0                                            | 0.1                                            | 2.6                                            | 10.8                                           | 18.2                                           | 110.7                                          |
| Font: Servei Meteorològic de Catalunya         |                                                |                                                |                                                |                                                |                                                |                                                |                                                |                                                |                                                |                                                |                                                |                                                |                                                |

## La vegetació

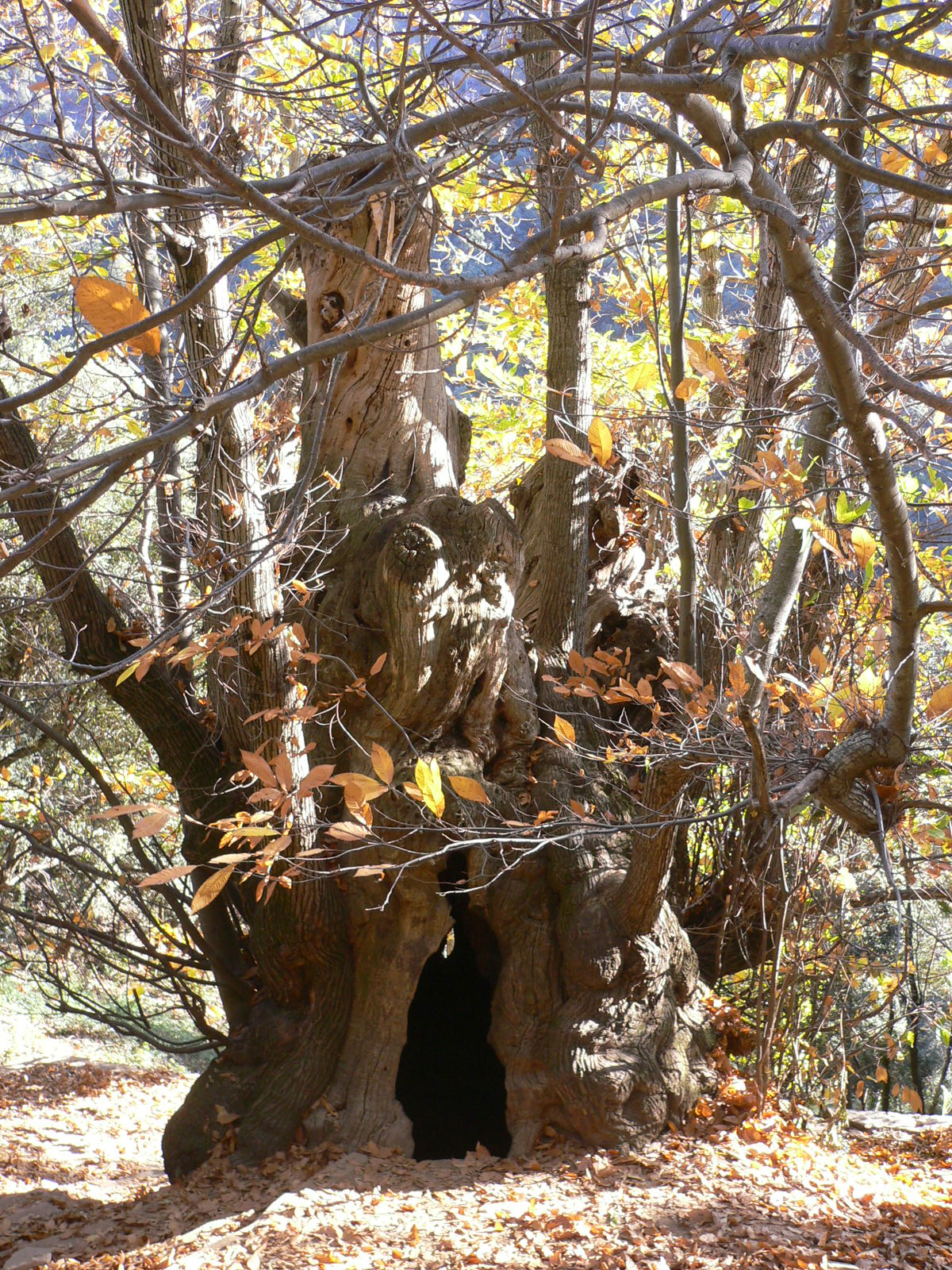
Castanyer gegant de can Cuc al municipi de Cànoves i Samalús pertanyents al Vallès Oriental

Les diferències en el relleu i la diversitat climàtica fan que al Vallès Oriental hi hagi una gran riquesa de paisatges vegetals. El perfil de la vegetació del Montseny mostra com són els canvis en la vegetació en relació amb l'altitud i exposició. Els 1712 metres del Montseny permeten la formació d'uns nivells o estatges de vegetació, fàcils de descobrir anant d'excursió o de visita pel Montseny.
La part baixa del Vallès Oriental és terra d'alzinar.
L'alzinar seria el bosc més estès espontàniament als vessants inferiors i mitjans, sobretot en els solells. Hi ha extensos alzinars al Montseny, per sobre de la Garriga, Cànoves, Campins i Gualba. També n'hi ha al Montnegre. Al fons de la depressió només hi ha clapes d'alzinars, o boscos mixtos d'alzines (alzina surera) i pins (pi blanc); hi dominen les terres conreades i els espais urbanitzats. Al sector oriental, cap a la Selva, i sobre granits i pissarres, hi ha suredes, sovint amb pins i alzines. Les suredes han estat afavorides fins per l'obtenció del suro de l'escorça de la surera.
Als vessants més ombrívols, o sobre terres una mica més humides, abunda l'alzinar amb rouredes. Hi ha sobretot el roure martinenc, encara que també hi ha el roure africà i el roure cerrioide. En algunes obagues les rouredes han estat tretes per plantar-hi castanyedes, ara molt abundants a la veïna comarca de la Selva. Les castanyedes ocupen també superfícies extenses a les obagues de Montnegre.
A partir del 800 m d'altitud, sobretot al sector oriental del Montseny predominen les rouredes de roure de fulla gran. Per sobre dels 1000 m ja hi sol haver fagedes. L'exposició i l'orientació dels vessants hi té un paper important de manera que hi ha fagedes a 800 m. en algunes obagues, i alzinars a 1200 m. en alguns solells. A les obagues, entre 1200 i 1600 m hi ha avetoses, com l'espectacular avetosa de Santa Fe. A les carenes més enlairades hi ha un matollar de ginebró, amb arbusts baixos i ran de terra.
Les precipitacions força abundoses al Montseny i Montnegre fan que els torrents i rieres portin sempre aigua, fins i tot al pic de l'estiu. Aquests corrents d'aigua permanent fan possible la formació d'una vegetació de ribera important. Hi ha nombroses vernedes, gatelledes i salzedes. En el sots i canals es fan avellanoses, especialment abundant al Montnegre. Quan aquests torrents entren al pla de la depressió del Vallès sovint perden cabal a causa de l'aprofitament de les aigües corrents i de l'explotació dels aqüífers mitjançant pous i mines. Per això hi ha llocs on la vegetació de ribera desapareix o hi és esquifida.
Hi va haver un incendi fa anys i encara es noten les marques en els boscos.

## Població

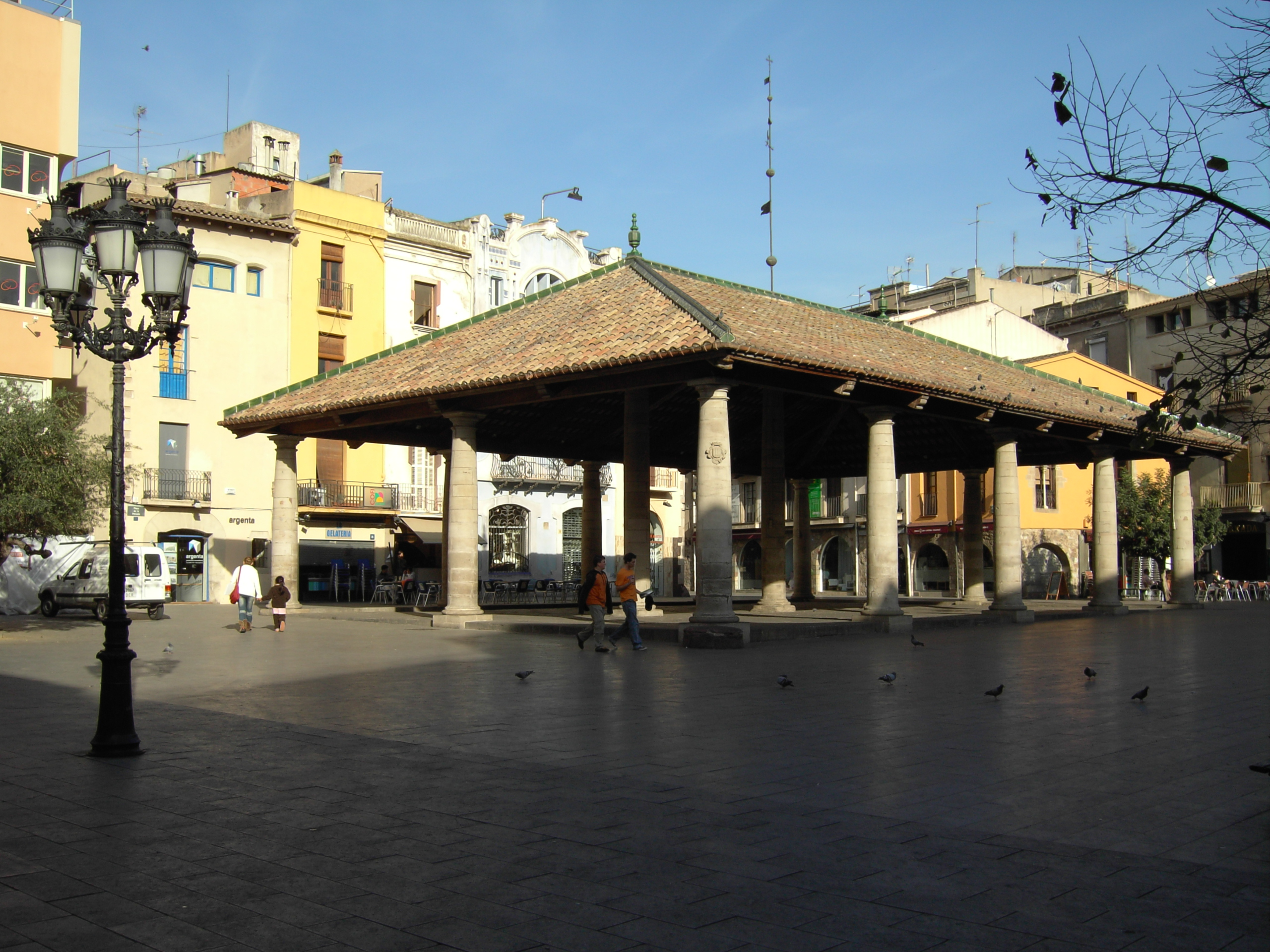
Porxada de Granollers, centre de la vila i el cor del Vallès Oriental

El Vallès Oriental és una comarca força poblada. Al fons de la depressió viu molta gent, però als sectors de muntanya hi ha una població ben escassa. És, doncs, una comarca molt desigualment poblada. Si fem un repàs de com ha estat l'evolució de la població en els darrers segles, veurem que no sempre ha estat com ara.
Per les restes que ens han arribat sabem que hi havia un poblament important durant l'època ibèrica i romana, tant en els turons i a les serres com a la plana. Era força poblat el sector comprès entre la Garriga, Llerona i Samalús, on hi ha vestigis notables de la presència ibèrica i restes de nombroses vil·les romanes. La comarca era travessada per la Via Augusta. Era un lloc de pas, i una cruïlla de camins, ja que hi confluïen les vies procedents de Vic (Ausa), de Barcelona (Bàrcino) i Mataró (Iluro). Prop d'aquestes vies s'ha de contar que hi havia les termes romanes de Caldes de Montbui.
Amb la desfeta de l'Imperi Romà les coses canviaren, encara que el Vallès continuà sent un indret força poblat. El centre més important fou Egara (Terrassa, (Vallès Occidental). A partir de la darreria del segle ix ja són esmentats bona part dels nuclis de població actuals, la qual cosa indica que la configuració del poblament era semblant a la que hi ha ara, encara que amb una població molt més escassa.
Es calcula que l'àrea de l'actual Vallès Oriental tenia una població d'uns 16-17 mil habitants a començaments del segle xviii. Al llarg d'aquest segle la població augmenta força. El primer cens modern (1857) registra una població de 46.511 habitants.
Si observem el quadre-gràfic de l'evolució de la població veurem que durant la segona meitat del segle xix hi ha una parada demogràfica. Però aquesta dada és del tot comarcal. Si es consulten els censos de cada municipi, es detecten canvis molt importants. Per exemple, hi ha un despoblament fort a gairebé tots els municipis de l'àrea de muntanya, o allunyats de la plana. Alguns municipis, com Tagamanent, perden més de la meitat de la seva població entre 1857 i 1900. D'altres en perden gairebé un terç, durant el mateix període, com Sant Quirze Safaja, Castellcir, Castellterçol, Granera i Montmany-Figaró. Fins a alguns municipis situats a la plana perden habitants, com Sant Antoni de Vilamajor o Cardedeu.
Només uns pocs municipis prosperen. Destaca Granollers, la capital comarcal, que passa de 5.260 a 7.419 habitants. També progressen els tres nuclis que al llarg del segle xx acompanyaran Granollers com a centres més actius: Mollet, la Garriga i Sant Celoni, Caldes de Montbui, municipi més poblat, no augmenta.
Durant les primeres dècades del segle xx el despoblament es deté en alguns municipis, fins a alguns es refan gràcies a la instal·lació de diverses indústries tèxtils. Granollers es reafirma com a capital comarcal. Darrere seu hi ha Caldes de Montbui, Mollet, Sant Celoni i la Garriga. Mollet és el nucli amb creixement més ràpid. Es destaquen també Cardedeu, la Roca del Vallès i les Franqueses del Vallès, aquesta darrera població al costat de Granollers. El 1936 el Vallès Oriental té una població de 69.767 habitants.
Després d'una breu aturada demogràfica a causa de la Guerra Civil, el Vallès Oriental creix, com totes les comarques de l'entorn de Barcelona. Ja té 72.310 habitants el 1950. A partir d'aquest moment el creixement és molt fort als pobles industrialitzats de la plana, en especial els situats més a prop del Barcelonès: Granollers, Mollet del Vallès, Canovelles, Montornès del Vallès, la Llagosta, Caldes de Montbui i Les Franqueses del Vallès. Una altra àrea de creixement és Sant Celoni i el seu entorn (Santa Maria de Palautordera).
Alhora els municipis de muntanya van perdent població, en especial entre 1950 i 1981. Aquesta tendència és més forta en aquells que no disposen de cap indústria ni de cap carretera important que passi pel seu terme municipal.
Els municipis tradicionalment de muntanya, però que tenen una part del terme a la plana, sofreixen una inversió en el poblament. Primer hi ha un despoblament important en el sector de muntanya, i posteriorment hi ha una ocupació urbanística a la plana. Això és el que va passar, per exemple, a Sant Pere de Vilamajor, municipi molt extens i que inclou una part important del Montseny. Les nombroses masies que hi ha al sector del Montseny estan gairebé totes abandonades, però a l'entorn del petit nucli que hi havia a la plana s'hi establiren diverses urbanitzacions. Els darrers censos registren un augment de la població, ja que el creixement demogràfic de la plana fou superior al despoblament de la muntanya.
El cens de 1981 registra una població 226.382 habitants per a tot el Vallès Oriental, més de tres vegades la població quehi havia feia només 30 anys. Però a partir de la dècada de 1980 la tendència demogràfica canvia. La forta i immigració dels anys anteriors es deté. Malgrat tot, cinc anys més tard (1986) se censa una població de 256.464 habitants. És la comarca catalana amb més creixement demogràfic relatiu, després de la Selva i el Baix Penedès. El creixement es registra sobretot en el sector entre Granollers i Mollet del Vallès. Els municipis més allunyats de la plana continuen perdent població, com Castellcir, Castellterçol i Granera.

## Les activitats
La vida econòmica actual del Vallès Oriental gira a l'entorn de la indústria, que ocupa —malgrat la crisi actual— més del 60% de la població activa. Les activitats agràries foren importants, però al llarg del segle xx van ocupar un lloc secundari, malgrat que ara al segle XXI moltes masies s'han remodelat per acollir hostes com a turisme rural. El sector dels serveis ocupa més d'una quarta part de la població activa.

## L'agricultura i ramaderia

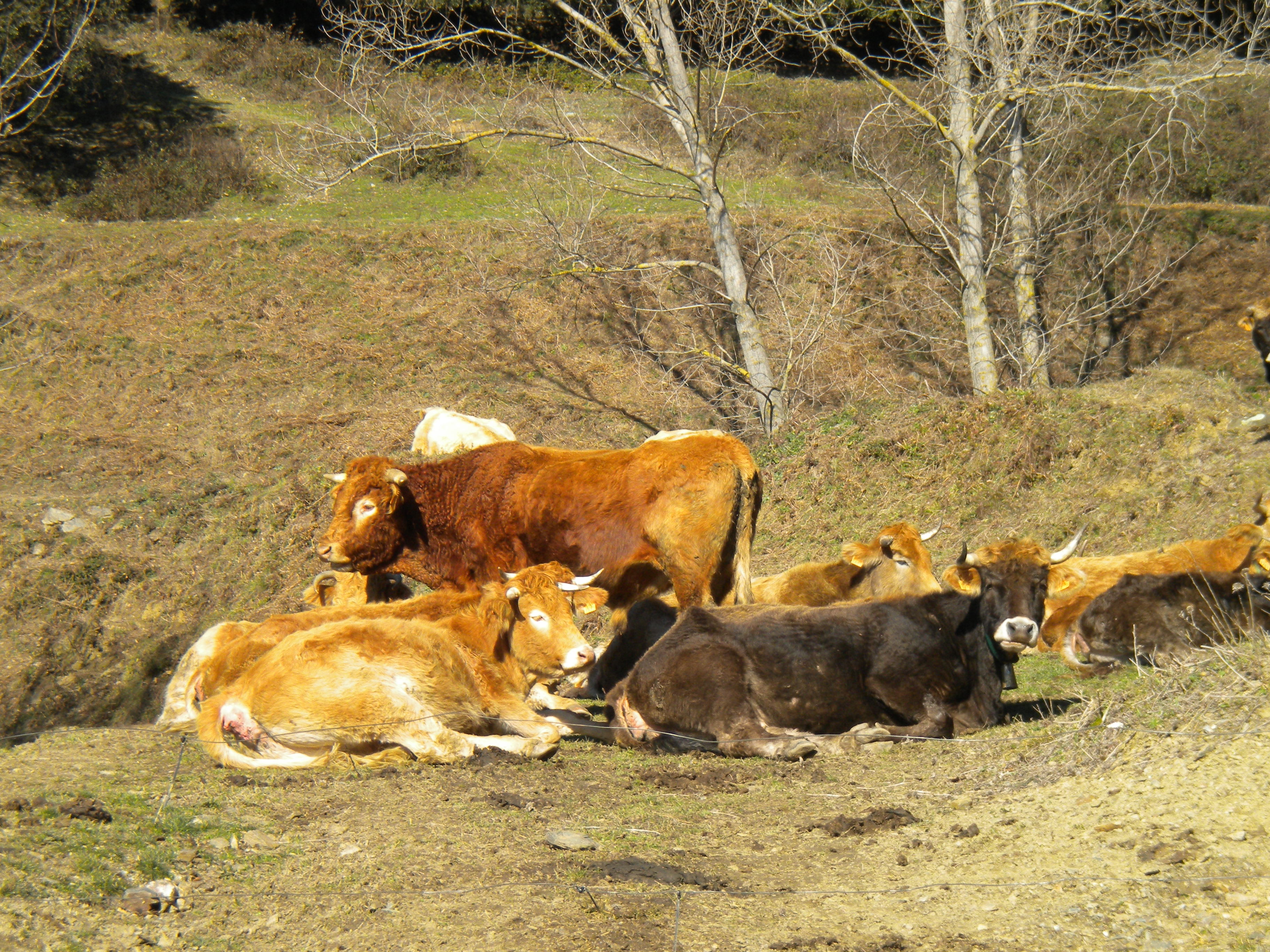
Vaques del Montseny en el seu estadi natural

L'agricultura i ramaderia han estat unes activitats importants fins a finals del segle xx. Fins a finals del segle xix dominava una agricultura de secà: cereals, oliveres, ametllers i vinya als turons del fons de la depressió i vessants inferiors de les muntanyes. A les planes inferiors hi havia terres de regadiu, amb horta, cànnabis i farratges. Durant la segona meitat del segle xix molts vessants es plantaren de vinya, com gairebé arreu de Catalunya, per la gran demanda de vins per part dels països europeus. Però la fil·loxera les anorreà cap al 1885, i malgrat que moltes es replantaren amb ceps amb peus americans, l'extensió de la vinya es reduí molt.
Durant la primera meitat del segle xx tingueren molta importància el conreu de la patata i dels farratges (blat de moro, melca, alfals, naps, remolatxes) pel bestiar boví. Els cereals i farratges van desplaçant la vinya, que cada vegada ocupa menys superfície. Es conreen també mongetes i faves. De fet, hi ha una agricultura molt diversificada, molt dependent de la ramaderia, sobretot del bestiar boví per a llet d'engreix. La proximitat de la ciutat de Barcelona fa que hi hagi una gran demanda de productes del camp, i que aquests puguin ser venuts a bon preu. El mercat de Granollers centralitza la comercialització dels productes agraris.
A partir del 1950 les coses canvien molt per als pagesos. L'abandó de les terres conreades és constant, no solament als sectors de muntanya, sinó també a la plana. A la muntanya l'abandó és molt intens, moltes masies s'abandonen i les terres deixen de ser cultivades. L'escassa producció, la dificultat de vendre els productes i el poc atractiu de viure del i en el camp fan que els pagesos prefereixin anar a Barcelona, a Granollers o algun altre poble a treballar a la fàbrica o a la botiga.
Ben diferent és a la plana. Hi ha més terra i és més productiva, però molts prefereixen treballar a la fàbrica. Sovint els camps continuen sent conreats, però a temps parcial, és a dir a les tardes sortint de la feina, o als caps de setmana. A la plana hi ha, a més, una altra realitat que ha fet disminuir molt l'agricultura. Moltes terres fèrtils han estat transformades en espais urbanitzats i industrials. L'aigua que era emprada per regar, ara és necessitada per a les indústries o per abastir els pobles.
L'agricultura de final de segle xx resta lligada a la ramaderia bovina. Els cereals i els farratges són els dos conreus principals. Els cereals per a gra, dominants en el secà, tenen tendència a disminuir. Destaquen l'ordi i el blat de moro: tendeixen a disminuir el blat i la civada. El blat de moro es conrea sobretot al regadiu. Gairebé la totalitat de la producció és transformada en pinso i consumida en la mateixa explotació agrària.
Els farratges mantenen la seva superfície, gairebé la meitat de la superfície conreada actual. Fins a la fi de 1980 dominava la trepadella, els naps i l'alfals, els quals foren substituïts pel raigràs i els cereals-farratge. Part dels farratges és menjada en verd, però cada dia hi ha més farratge que és ensijat, per a ser consumit durant els mesos en què no hi ha verd. Cap altre conreu té una importància econòmica destacable. La vinya ocupa menys d'1,1 % de la superfície conreada; resten vinyes a Sant Fost de Campsentelles, Martorelles i Montornès del Vallès. D'oliveres, n'hi ha a la Garriga, Sant Feliu de Codines i Santa Eulàlia de Ronçana. Resten alguns camps d'avellanes entre l'Ametlla del Vallès i Santa Eulàlia de Ronçana.
Com s'ha dit, la ramaderia bovina ha estat l'eix de l'activitat agrària al llarg del segle xx. El Vallès Oriental ocupa un lloc destacat en el bestiar boví, amb gairebé el 10 % del total català. Tradicionalment el Montseny era un sector ramader destacat, però actualment la ramaderia bovina de muntanya és molt reduïda. Destaquen les granges amb estabulació lliure situades a la plana. La producció comarcal de farratges és insuficient per a l'alimentació de les vaques i vedells, pel que cal importar de for de la comarca farratges i pinsos, sobretot de l'Empordà i de l'Urgell, però també de fora de Catalunya.

## La indústria

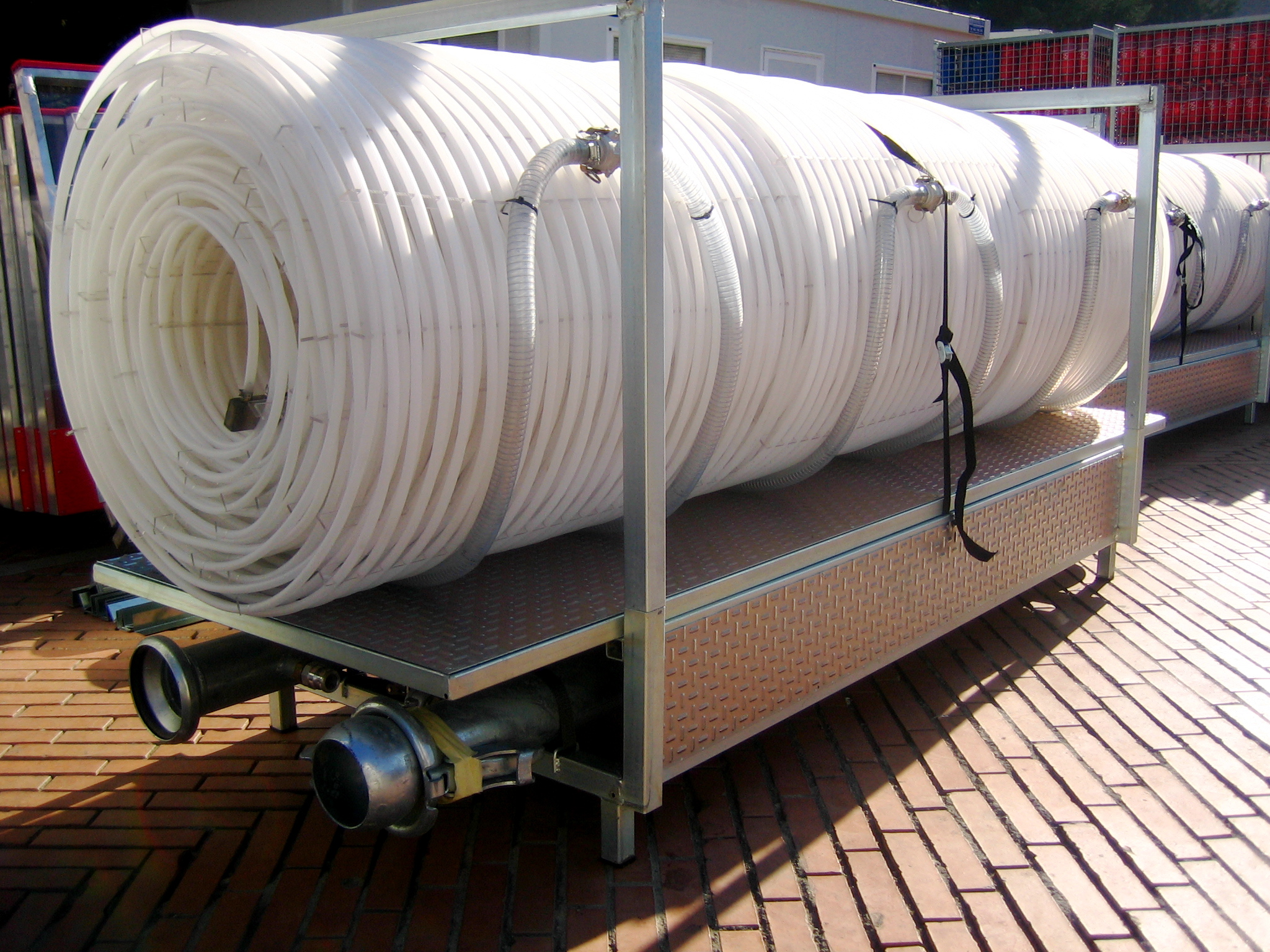
Mostra de la indústria del Vallès Oriental

El Vallès Oriental és una comarca eminentment industrial. No en tenia pas tradició, ja que fins a la darreria del segle xix l'activitat industrial no tingué un lloc destacat. Era més aviat una comarca agrícola i ramadera.
Fou la indústria tèxtil la que s'instal·là amb força, tant a Granollers com en altres nuclis de població, a partir de mitjan segle xix. Les noves vies de comunicació, en especial el ferrocarril, facilitaren la industrialització de la comarca. A partir de la segona dècada del segle xx la indústria tèxtil del Vallès Oriental és essencialment cotonera. També hi havia indústria metal·lúrgica, en especial de maquinària tèxtil, i indústria de la pell, localitzada a Mollet del Vallès.
Actualment la indústria és molt diversificada. La indústria tèxtil ha estat fins a finals del segle xx la més important i la que ocupava més treballadors. Durant la dècada de 1960 es produeix un canvi en la vida i l'economia de la comarca. El Vallès Oriental, fins aleshores una comarca clarament rural, amb una indústria dominada pel ram tèxtil, cau dins l'àrea metropolitana de Barcelona. Al costat de la davallada de la indústria tèxtil, amb el tancament de nombroses fàbriques, s'instal·len indústries noves, que donen feina als treballadors que n'han quedat sense i a molts immigrants procedents d'altres comarques i de fora de Catalunya. Al costat del creixement industrial hi ha un creixement demogràfic.
La indústria metal·lúrgica passa a ocupar el primer lloc en ocupació de treballadors. Segueixen la química, la tèxtil, incloses les de la confecció i de la pell, l'alimentària i la de la construcció, com branques industrials importants. També destaquen la de la fusta, de materials per a la construcció i papers i arts gràfiques.
Actualment la indústria està molt concentrada en el sector de la plana més ben comunicat i proper a Barcelona: Granollers, Mollet del Vallès, Montmeló, Lliçà de Vall, Montornès del Vallès i Parets. També destaquen les Franqueses del Vallès, Sant Celoni, la Garriga, Martorelles i Cardedeu.

## Les comunicacions
El Vallès Oriental és una comarca actualment ben comunicada. Disposa d'una xarxa de ferrocarrils, carreteres i autopistes que permet la comunicació fàcil amb tot Catalunya. Aquest fet i la seva proximitat a Barcelona han fet que sigui una comarca econòmicament activa i amb bones perspectives de creixement.
Donat que la Depressió Prelitoral és un llarg corredor entre muntanyes, un lloc de pas que no es pot esquivar a causa del relleu abrupte amb penya-segats de la franja costanera. Ja els romans establiren les seves vies per aquesta depressió.

## Una antiga via de comunicació

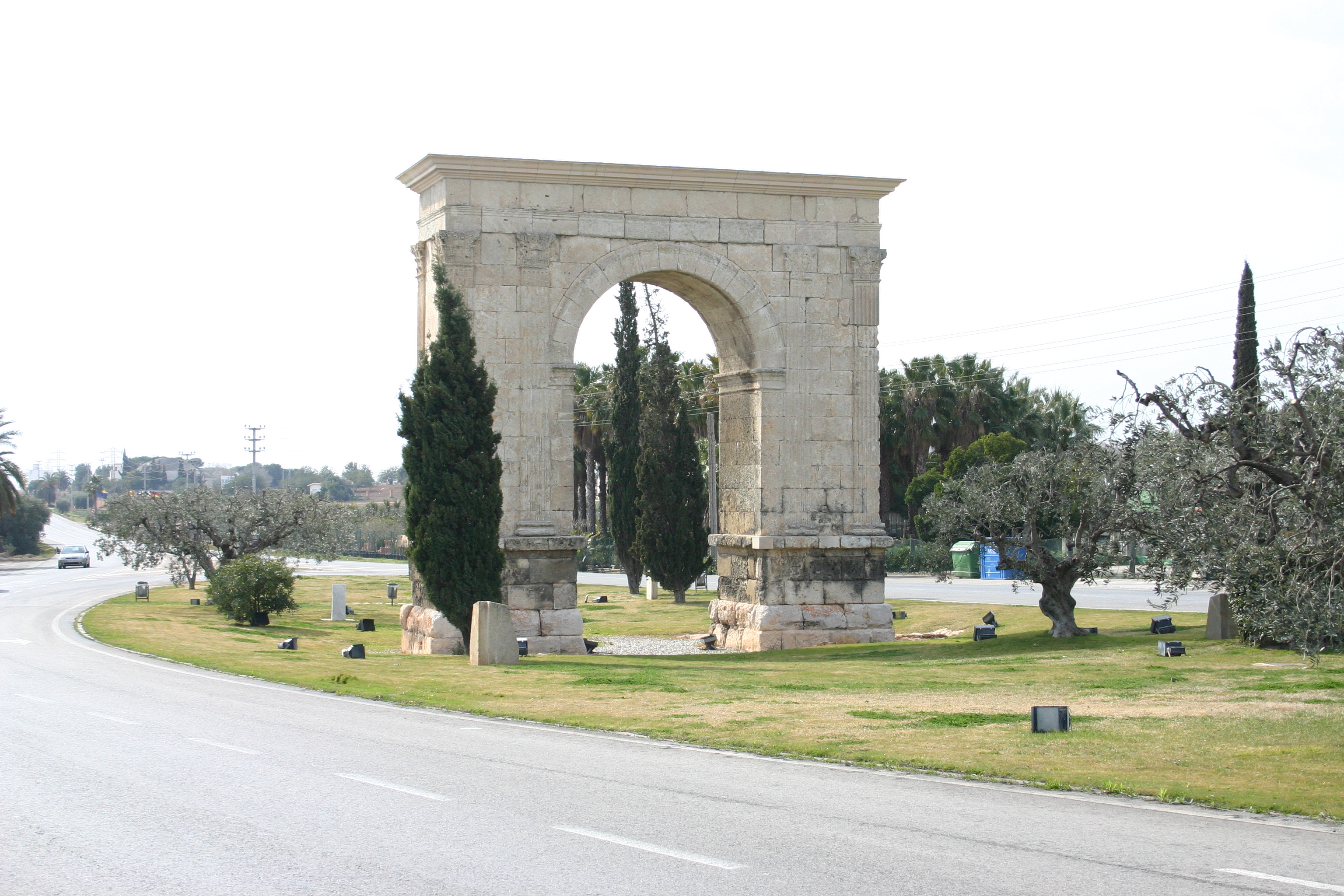
Arc de Triomf de Berà, mostra impressionant de la Via Augusta

La plana del Vallès, a la franja prelitoral, en direcció nord-sud, paral·lela a la costa, és un excel·lent passadís de comunicacions en aquest país muntanyós. Abans de la construcció de l'AP-7 i el seu enllaç B-30, ja fa més de dos mil anys, el Vallès era creuat per la Via Augusta, amb un traçat pràcticament igual al d'ara.
La Via Augusta comunicava Roma amb tota la Hispània. Entrava en terres catalanes per Ruscino (l'actual Castellrosselló, prop de Perpinyà), travessava els Pirineus pel coll d'El Portús i la Jonquera, creuava l'Empordà per Gerunda (Girona) i Caldes de Malavella, i, en ser a l'alçada del riu Tordera, es bifurcava: un camí seguia la línia de la costa, pel Maresme, i l'altre pel Vallès. Ambdós camins es retrobaven a Ad Fines—que significa <als límits>-- (Martorell) en el Llobregat, una important cruïlla. Des d'allí, la Via Augusta seguia, pel Penedès, cap a Tàrraco (Tarragona), Dertosa (Tortosa, i fins a Cadis.
La Via Augusta vertebrava tota la plana del Vallès: era ampla, intel·ligentment traçada i tècnicament molt ben construïda, amb grans llambordes, amb ponts com l'anomenat <del Diable>, a Martorell: Hi circulaven, en direcció a Roma, els combois de plata, coure, mercuri i or, metalls extrets en les mines del sud peninsular; caravanes de mercaders; legions romanes; correus; viatgers de tota mena i condició... al seu voltant s'estenia una agricultura puixant: oliveres i vinya, el vi de les quals tenia molt renom i s'exportava a Roma i d'altres províncies de l'Imperi. S'hi desenvolupà amplament la indústria i el comerç.
A tot el llarg de la ruta, s'instal·laren aviat hostals i serveis de posta per al relleu de les cavalleries, controls militars i també ciutats pròsperes, pel fet de trobar-se en l'àrea d'influència d'una via de comunicació tan important: Praetoria (Llinars del Vallès), Semproniana (Granollers) i Arrahona (Sabadell), estacions arran mateix de carretera; i també Lauro (el poblat ibèric de Puig del Castell de Samalús), Aquae Calidade (Caldes de Montbui), Castrum Octavianum (Sant Cugat del Vallès) i Egara (Terrassa), entre d'altres.
Des d'aquestes poblacions s'originaven vies de comunicació secundàries: cap a la costa, travessant la Serralada Litoral o de Marina, a Iluro (Mataró), Baetulo (Badalona) i Bàrcino (Barcelona); i cap a l'interior del país, a Ausa (Vic), seguint el riu Congost, a Bergium (Berga), per Castellar del Vallès i Sant Llorenç Savall, i també riu Llobregat amunt. Així, doncs, entre Tàrraco, capital d'una gran província, la Hispànica Citerior, i Roma, el centre de l'Imperi, la comarca del Vallès ja coneixia un tràfec relativament important per l'època.

## Les comunicacions actuals
Si es compara el mapa de les vies romanes i el mapa de les comunicacions actual, hom pot observar que són molt semblants. Hi ha les mateixes tendències. Les autopistes i carreteres principals passen gairebé pels mateixos indrets que les vies romanes.
La carretera principal fins a mitjans dels anys 1960 era la carretera Barcelona a Vic. Inicialment passava per Granollers i la Garriga. Però la densitat del trànsit de vehicles aconsellà la construcció de l'autovia de l'Ametlla, la qual evita els nuclis de població i escurça el recorregut. Aquesta autovia continua al llarg de tota la vall del Congost, el que permet travessar el Vallès Oriental amb facilitat per aquells que es dirigeixen cap a Osona o al Ripollès.
La resta de carreteres importants parteixen de Granollers, fet que potencia el paper de capital: Avui aquesta capital també té un cinturó que l'envolta, i es poden agafar carreteres cap a Cardedeu i Sant Celoni, Caldes de Montbui, Sabadell, el Masnou i la Roca del Vallès i Mataró.
La densitat d'automòbils actual no podia ser absorbida per aquesta xarxa de carreteres. Hi havia molts cotxes, camions i autocars que venien de pas. Per això es construí una autopista de peatge que facilités el viatge d'aquests i no destorbés la vida normal dels pobles. L'autopista va convertir la Depressió Prelitoral en un llarg corredor de pas, sense adonar-se gaire per quin paisatge es passa.
A partir de mitjan segle xix el ferrocarril ha tingut un paper important en la vida econòmica de la comarca. La travessen dues línies. L'una va de Barcelona a Girona i continua vers França. Fins a Granollers s'inaugurà el 1854, i de Granollers a Maçanet-Massanes el 1860. L'altra va de Barcelona a Vic, Ripoll i Puigcerdà i també continua fins a França. De Granollers a Vic s'inaugurà el 1876, i de Montcada a les Franqueses del Vallès el 1886. Aquestes línies han significat una via de comunicació important, tant per al transport de passatgers com per al de mercaderies. Durant molts anys els productes del camp i del bosc arribaven a Barcelona amb rapidesa gràcies al tren, Més tard s'imposà el transports per mitjà de camions.
Actualment el ferrocarril té una funció destacada en el transport de passatgers que van a treballar o estudiar a fer gestions a Barcelona o a Granollers. La via de Girona és la principal, ja que cada vint minuts hi ha un tren d'anada i de tornada entre Granollers i Vilanova i la Geltrú o a Sant Celoni, i d'altres comarques passant per Barcelona. També és molt important el seu enllaç amb l'aeroport del Prat.

## Sots feréstecs

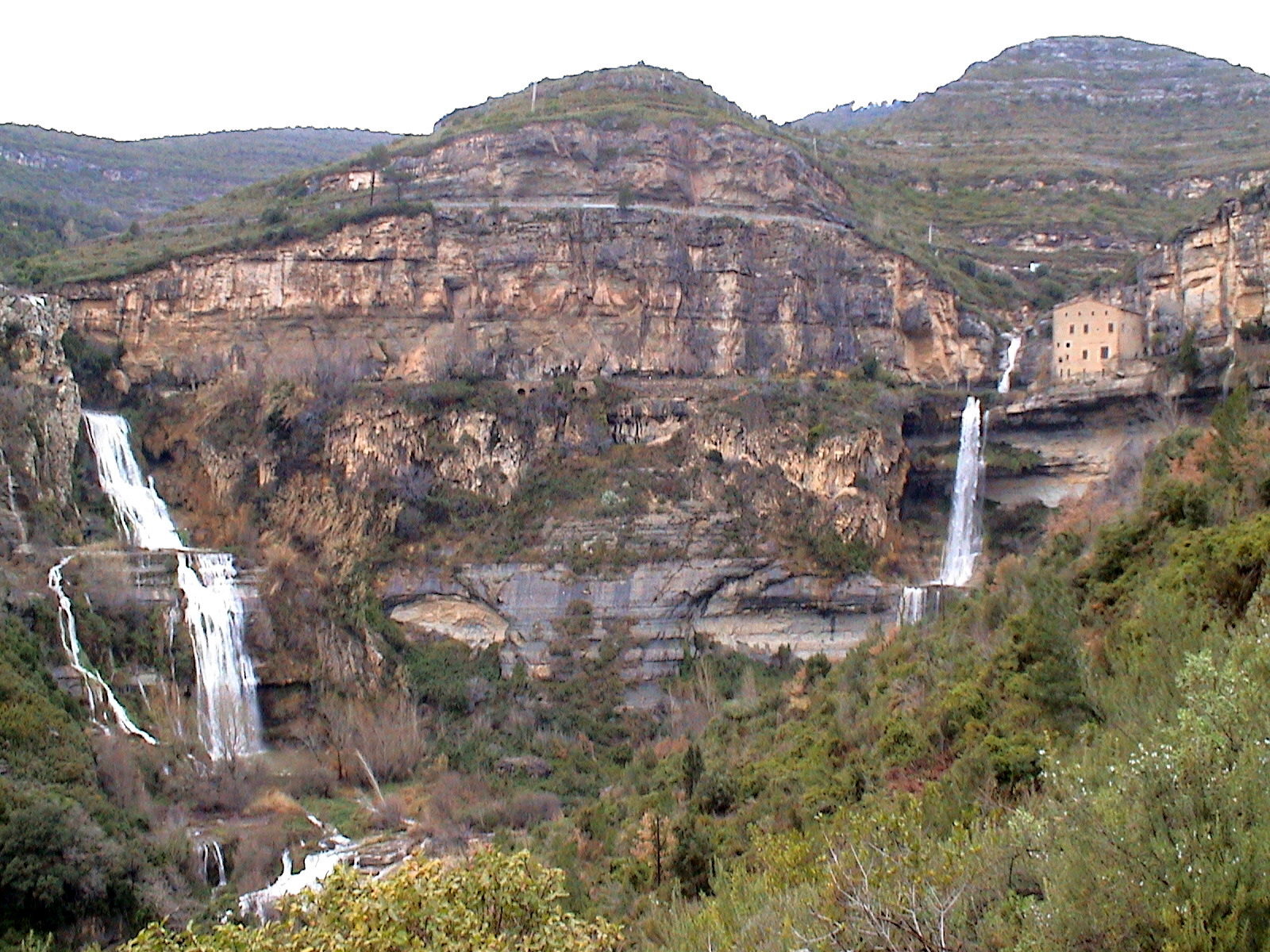
Saltants d'aigua a Sant Miquel del Fai

Els Cingles de Bertí formen part de la Serralada Prelitoral, i es troben en els límits del Vallès Oriental amb la Plana de Vic. Una serra que forma una forta muralla tallada tan sols per l'estret pas del Congost.
Té als seus peus la Vall de Montmany, dominada per un turó on hi ha les ruïnes de l'antic castell del mateix nom o dels Moros. És un racó escassament poblat amb masies esparses, on destaquen els Sots Feréstecs, nom amb què Raimon Casellas i Dou va titular la que fou la primera novel·la modernista (1901). Aquest és un paisatge que ell va conèixer profundament des de ben petit, dels llargs anys que visqué a Puiggraciós: un indret imposant, tancat, ombrívol.

## Demografia
Segons l'Institut d'Estadística de Catalunya, d'un total de 394.061 habitants censats l'any 2009 a la comarca del Vallès Oriental, són
- Nascuts a Catalunya: 65,09%
- Nascuts a l'estranger: 34,91%

| 1497 f | 1515 f | 1553 f | 1717   | 1787   | 1857   | 1877   | 1887   | 1900   | 1910   |
| ------ | ------ | ------ | ------ | ------ | ------ | ------ | ------ | ------ | ------ |
| 1.726  | 1.825  | 2.019  | 17.892 | 24.808 | 46.511 | 45.885 | 45.623 | 45.826 | 50.548 |

| 1920   | 1930   | 1940   | 1950   | 1960   | 1970    | 1981    | 1990    | 1992    | 1994    |
| ------ | ------ | ------ | ------ | ------ | ------- | ------- | ------- | ------- | ------- |
| 54.512 | 64.887 | 69.708 | 72.310 | 90.058 | 155.298 | 226.382 | 257.840 | 267.296 | 267.296 |

| 1996    | 1998    | 2000    | 2002    | 2004    | 2006    | 2008    | 2010    | 2012    | 2014    |
| ------- | ------- | ------- | ------- | ------- | ------- | ------- | ------- | ------- | ------- |
| 285.129 | 295.399 | 309.459 | 329.594 | 350.566 | 371.387 | 386.465 | 396.691 | 402.632 | 403.623 |

| 2016    | 2018    | 2020 | 2022 | 2024    | 2026 | 2028 | 2030 | 2032 | 2034 |
| ------- | ------- | ---- | ---- | ------- | ---- | ---- | ---- | ---- | ---- |
| 401.338 | 406.289 | -    | -    | 427.584 | -    | -    | -    | -    | -    |

## Política i govern

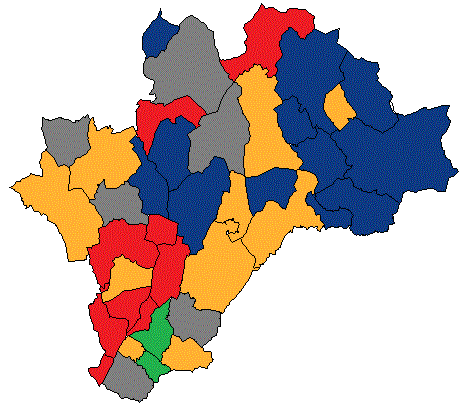
Mapa dels municipis de la comarca segons les alcaldies obtingudes segons les municipals del 2015.

| ERC-AM           |
| CiU              |
| PSC-CP           |
| ICV-EUiA-EPM     |
| independents-FIC |

### Batlles del Vallès Oriental
| Municipi                    | Municipi                    | Batlle del municipi                      | Candidatura | Candidatura                          |
| --------------------------- | --------------------------- | ---------------------------------------- | ----------- | ------------------------------------ |
| L'Ametlla del Vallès        | L'Ametlla del Vallès        | Pep Moret i Tanyà                        |             | Esquerra Republicana de Catalunya    |
| Bigues i Riells             | Bigues i Riells del Fai     | Joan Josep Galiano i Peralta             |             | Esquerra Republicana de Catalunya    |
| Caldes de Montbui           | Caldes de Montbui           | Isidre Pineda i Moncusí                  |             | Esquerra Republicana de Catalunya    |
| Campins                     | Campins                     | Immaculada Font i Micola                 |             | Esquerra Republicana de Catalunya    |
| Canovelles                  | Canovelles                  | Emilio Cordero Soria                     |             | Partit dels Socialistes de Catalunya |
| Cànoves i Samalús           | Cànoves i Samalús           | Josep Cuch i Codina                      |             | Nou Impuls i Unitat                  |
| Cardedeu                    | Cardedeu                    | Enric Olivé i Manté                      |             | Esquerra Republicana de Catalunya    |
| Figaró-Montmany             | El Figueró i Montmany       | Ramon Garcia i Gonzalez                  |             | Tots per Figaró                      |
| Fogars de Montclús          | Fogars de Montclús          | Albert Rovira i Rovira                   |             | Junts per Fogars                     |
| Les Franqueses del Vallès   | Les Franqueses del Vallès   | Francesc Colomé i Tenas                  |             | Junts per Les Franqueses             |
| La Garriga                  | La Garriga                  | Dolors Castellà i Puig                   |             | Esquerra Republicana de Catalunya    |
| Granollers                  | Granollers                  | Josep Mayoral i Antigas                  |             | Partit dels Socialistes de Catalunya |
| Gualba                      | Gualba                      | Marc Uriach i Cortinas                   |             | Junts per Gualba                     |
| La Llagosta                 | La Llagosta                 | Oscar Sierra Gaona                       |             | Partit dels Socialistes de Catalunya |
| Llinars del Vallès          | Llinars del Vallès          | Martí Pujol i Casals                     |             | Esquerra Republicana de Catalunya    |
| Lliçà d'Amunt               | Lliçà d'Amunt               | Ignacio Simón i Ortoll                   |             | Partit dels Socialistes de Catalunya |
| Lliçà de Vall               | Lliçà de Vall               | Marta Bertran i Ramon                    |             | Esquerra Republicana de Catalunya    |
| Martorelles                 | Martorelles                 | Marc Candela i Callado                   |             | Esquerra Republicana de Catalunya    |
| Mollet del Vallès           | Mollet del Vallès           | Josep Monras i Galindo                   |             | Partit dels Socialistes de Catalunya |
| Montmeló                    | Montmeló                    | Pedro Rodriguez Rodriguez                |             | Partit dels Socialistes de Catalunya |
| Montornès del Vallès        | Montornès del Vallès        | José Antonio Montero Domínguez           |             | En Comú Guanyem                      |
| Montseny                    | Montseny                    | Núria Masnou i Pujol                     |             | Esquerra Republicana de Catalunya    |
| Parets del Vallès           | Parets del Vallès           | Francisco Juzgado Molla                  |             | Partit dels Socialistes de Catalunya |
| La Roca del Vallès          | La Roca del Vallès          | Albert Gil i Gutiérrez                   |             | Esquerra Republicana de Catalunya    |
| Sant Antoni de Vilamajor    | Sant Antoni de Vilamajor    | Raül Valentín i del Valle                |             | CANVI                                |
| Sant Celoni                 | Sant Celoni                 | Raül Garcia i Ramírez                    |             | Junts per Sant Celoni                |
| Sant Esteve de Palautordera | Sant Esteve de Palautordera | Daniel Antonio Fernandez i Fuster        |             | Junts per Sant Esteve                |
| Sant Feliu de Codines       | Sant Feliu de Codines       | Mercè Serratacó i Costa                  |             | Junts per Sant Feliu                 |
| Sant Fost de Campsentelles  | Sant Fost de Campsentelles  | Maria Montserrat Sanmartí i Pratginestós |             | Independents Units per Sant Fost     |
| Sant Pere de Vilamajor      | Sant Pere de Vilamajor      | Pamela Isús i Saurí                      |             | Esquerra Republicana de Catalunya    |
| Santa Eulàlia de Ronçana    | Santa Eulàlia de Ronçana    | Francesc Bonet i Nieto                   |             | Poble Unit                           |
| Santa Maria de Martorelles  | Santa Maria de Martorelles  | Luis Mariano Pintor i Matos              |             | Esquerra Republicana de Catalunya    |
|                             | Santa Maria de Palautordera | Jordi Xena i Ibañez                      |             | Junts per Catalunya                  |
| Tagamanent                  | Tagamanent                  | Ignasi Martinez i Murciano               |             | Esquerra Republicana de Catalunya    |
| Vallgorguina                | Vallgorguina                | Joan Mora i Alsina                       |             | Junts per Vallgorguina               |
| Vallromanes                 | Vallromanes                 | David Ricart i Miró                      |             | Esquerra Republicana de Catalunya    |
| Vilalba Sasserra            | Vilalba Sasserra            | Joan Pons i Fiori                        |             | Junts per Catalunya                  |
| Vilanova del Vallès         | Vilanova del Vallès         | Yolanda Lorenzo Garcia                   |             | Unitat per Vilanova                  |

## Municipis
Des del maig de 2015, quatre municipis del Vallès Oriental van passar a formar part de la nova comarca del Moianès: Castellcir, Castellterçol, Granera i Sant Quirze Safaja, i el juliol de 2025 el poble d'Aiguafreda va passar a formar part a la comarca d'Osona.
| Escut                       | Municipi                    | Habitants (2024) | Extensió terme municipal (km²) |
| --------------------------- | --------------------------- | ---------------- | ------------------------------ |
| L'Ametlla del Vallès        | L'Ametlla del Vallès        | 9.448            | 14,24                          |
| Bigues i Riells             | Bigues i Riells del Fai     | 10.035           | 28,64                          |
| Caldes de Montbui           | Caldes de Montbui           | 18.334           | 37,45                          |
| Campins                     | Campins                     | 609              | 7,29                           |
| Canovelles                  | Canovelles                  | 17.264           | 6,66                           |
| Cànoves i Samalús           | Cànoves i Samalús           | 3.309            | 29,19                          |
| Cardedeu                    | Cardedeu                    | 19.091           | 12,1                           |
| Figaró-Montmany             | El Figueró i Montmany       | 1.190            | 14,99                          |
| Fogars de Montclús          | Fogars de Montclús          | 503              | 39,72                          |
| Les Franqueses del Vallès   | Les Franqueses del Vallès   | 20.667           | 29,14                          |
| La Garriga                  | La Garriga                  | 17.277           | 18,8                           |
| Granollers                  | Granollers                  | 63.897           | 14,87                          |
| Gualba                      | Gualba                      | 1.743            | 23,29                          |
| La Llagosta                 | La Llagosta                 | 13.070           | 3,03                           |
| Lliçà d'Amunt               | Lliçà d'Amunt               | 16.225           | 22,33                          |
| Lliçà de Vall               | Lliçà de Vall               | 6.858            | 10,83                          |
| Llinars del Vallès          | Llinars del Vallès          | 10.699           | 27,63                          |
| Martorelles                 | Martorelles                 | 4.984            | 3,61                           |
| Mollet del Vallès           | Mollet del Vallès           | 52.045           | 10,77                          |
| Montmeló                    | Montmeló                    | 8.887            | 4                              |
| Montornès del Vallès        | Montornès del Vallès        | 17.039           | 10,23                          |
| Montseny                    | Montseny                    | 379              | 26,77                          |
| Parets del Vallès           | Parets del Vallès           | 18.879           | 9,12                           |
| La Roca del Vallès          | La Roca del Vallès          | 10.956           | 36,9                           |
| Sant Antoni de Vilamajor    | Sant Antoni de Vilamajor    | 6.654            | 13,7                           |
| Sant Celoni                 | Sant Celoni                 | 18.708           | 65,23                          |
| Sant Esteve de Palautordera | Sant Esteve de Palautordera | 3.081            | 10,64                          |
| Sant Feliu de Codines       | Sant Feliu de Codines       | 6.624            | 15                             |
| Sant Fost de Campsentelles  | Sant Fost de Campsentelles  | 9.196            | 13,15                          |
| Sant Pere de Vilamajor      | Sant Pere de Vilamajor      | 4.923            | 34,72                          |
| Santa Eulàlia de Ronçana    | Santa Eulàlia de Ronçana    | 7.916            | 14,23                          |
| Santa Maria de Martorelles  | Santa Maria de Martorelles  | 872              | 4,51                           |
|                             | Santa Maria de Palautordera | 9.994            | 16,94                          |
| Tagamanent                  | Tagamanent                  | 339              | 43,31                          |
| Vallgorguina                | Vallgorguina                | 3.203            | 22,13                          |
| Vallromanes                 | Vallromanes                 | 2.749            | 10,65                          |
| Vilalba Sasserra            | Vilalba Sasserra            | 780              | 6,05                           |
| Vilanova del Vallès         | Vilanova del Vallès         | 5.644            | 15,2                           |